# Claudio Holenstein
Claudio Holenstein (sinh ngày 10 tháng 9 năm 1990) là một cầu thủ bóng đá người Thụy Sĩ hiện tại thi đấu cho SC Brühl.